# Lispe frigida
Lispe frigida este o specie de muște din genul Lispe, familia Muscidae, descrisă de Wilhelm Ferdinand Erichson în anul 1851. Conform Catalogue of Life specia Lispe frigida nu are subspecii cunoscute.